# Dombeya ivohibeensis
Dombeya ivohibeensis är en malvaväxtart. Dombeya ivohibeensis ingår i släktet Dombeya och familjen malvaväxter.

## Underarter
Arten delas in i följande underarter:
- D. i. ankaizinensis
- D. i. ivohibeensis